# Milis
Milis település Olaszországban, Szardínia régióban, Oristano megyében. Lakosainak száma 1395 fő (2023. január 1.). Milis Bonarcado, Seneghe, Tramatza, Bauladu és San Vero Milis községekkel határos.

## Népesség
A település lakossága az elmúlt években az alábbi módon változott:
| Lakosok száma | 1552 | 1513 | 1395 |
|               | 2017 | 2018 | 2023 |